# 僧残
僧残（そうざん、巴: saṅghādisesa, サンガーディセーサ、梵: saṃghāvaśeṣa, サンガーヴァシェーサ、僧伽婆尸沙、僧伽伐尸沙、僧伽胝施沙）は、仏教の出家者（比丘・比丘尼）に課される戒（具足戒）の内、波羅夷に次ぐ重罪の総称。上座部仏教のパーリ律の場合、比丘（男性出家者）には13条（十三僧残）、比丘尼（女性出家者）には17条（十七僧残）ある。
違反しても、波羅夷のように僧団（僧伽）追放にはならず、文字通り僧伽に残ることはできるものの、一定期間、僧としての資格を奪われる。許されるためには。20人以上の僧の前で罪を告白し、懺悔しなくてはならない。

## 比丘の十三僧残
- 1.故出精戒 - 手淫を禁じる。
- 2.触女人戒 - 女性に接触することを禁じる。
- 3.麁悪語戒 - 女性に淫らな言葉を使うことを禁じる。
- 4.歎身索供養戒 - 女性を誘惑することを禁じる。
- 5.媒嫁戒 - 男女関係を仲介することを禁じる。
- 6.無主房戒 - 広い家に住むことを禁じる。
- 7.有主房戒 - 必要も無く転居することを禁じる。
- 8.無根謗戒 - 根拠も無く悪口を言うことを禁じる。
- 9.仮根謗戒 - 問題をすり替えて悪口を言うことを禁じる。
- 10.破僧遺諌戒 - 破戒の指摘に対抗することを禁じる。ただし、三度までは許される。
- 11.助破僧遺諌戒 - 破戒したことを誡めるのに対して他の者の邪魔をするのをいましめる
- 12.汚家擯謗違諌戒 - 比丘が集落で暴行したのをいましめるのに対して、かえって誹謗するのを誡告する
- 13.悪性拒僧違諌戒 - 悪比丘の自尊自負をいましめるのを拒否するのをいましめる

## 比丘尼の十七僧残
- 1.媒嫁戒 - 男女関係を仲介することを禁じる。
- 2.無根謗戒 - 根拠も無く悪口を言うことを禁じる。
- 3.仮根謗戒 - 問題をすり替えて悪口を言うことを禁じる。
- 4.言人戒
- 5.度賊女戒 - 罪を犯した女を許可なく出家させてはならない。
- 6.不問僧界外解罪戒
- 7.四独戒 - 一人で海を渡ったり、村に入ったり、宿をとったり、旅をしてはならない。
- 8.受染心男子衣食戒 - 欲心を持つ男性から衣服や食べ物を受け取ってはならない。
- 9.勧受染心男子衣食戒 - 欲心を持つ男性から衣服や食べ物を受け取るよう勧めてはならない。
- 10.破僧遺諌戒 - 破戒の指摘に対抗することを禁じる。ただし、三度までは許される。
- 11.助破僧遺諌戒 - 破戒したことを誡めるのに対して他の者の邪魔をするのをいましめる
- 12.汚家擯謗違諌戒 - 比丘が集落で暴行したのをいましめるのに対して、かえって誹謗するのを誡告する
- 13.悪性拒僧違諌戒 - 悪比丘の自尊自負をいましめるのを拒否するのをいましめる
- 14.相覆共作悪行戒 - 共同で悪行を働いてはならない。
- 15.謗僧勧習近住違諌戒
- 16.軽言三宝違僧三諌戒 - 軽々しく三宝や三戒を棄てると言ってはならない。
- 17.髪起四争謗僧違諌戒